# Ексклав

Регіон C — ексклав країни B, але не анклав А, бо країна D також має кордон з регіоном С

Ексклав — несуверенний регіон, відокремлений від основної території країни і оточений однією або кількома державами. Ексклав може бути анклавом щодо держави з якою межує, також він є ексклавом щодо основної території країни. Ексклав, що має вихід до моря, називається напівексклавом. Також іноді поняття ексклава і напіванклава поширюють на інші територіальні утворення — наприклад, на адміністративно-територіальні одиниці у складі держави.

## Приклади ексклавів

C — ексклав країни B, оточений територією країн А і D. Окремо для А і D територія С не є анклавом (бо оточена більш ніж однією країною), а просто сусідньою країною (її ексклавом — відокремленою частиною). Якби територія А+D була єдиною країною, тоді C для неї була б анклавом одночасно бувши ексклавом для своєї материнської країни B.

- Арцвашен, що знаходиться на території Кедабекського району Азербайджану, адміністративно належить до марза Гегаркунік Вірменії.
- Автономну Республіку Нахічевань, що входить до складу Азербайджану, оточують Вірменія, Іран і Туреччина.
- Медвеже-Саньково, що знаходиться на території Гомельської області Білорусі, адміністративно належить до Брянської області Росії. Тобто Медвеже-Саньково є ексклавом Росії і анклавом Білорусі.
- Місто Славутич є ексклавом Київської області на території Чернігівської.
- Селище Коцюбинське на території Святошинського району міста Києва є ексклавом Київської області.

## Приклади напівексклавів

Калінінградська область є напівексклавом

- Калінінградську область Росії оточує Балтійське море, Польща і Литва.
- Провінцію Кабінда, що належить Анголі і виходить до Атлантичного океану, оточують Республіка Конго і Демократична Республіка Конго.
- Аляска — напівексклав США і напіванклав Канади.
- Сеута і Мелілья — напівексклави Іспанії і напіванклави Марокко, виходять до Середземного моря.
- Село Дубки на мисі, який видається у Псковське озеро, відокремлено від Псковської області Росії територією Естонії. А значить є напівексклавом Росії і напіванклавом Естонії.